# Kujavija
Kujavija (poljsko Kujawy, nemško Kujawien, latinsko Cuiavia) je zgodovinska regija v severni osrednji Poljski na levem bregu Visle in vzhodno od reke Noteć in jezera Gopło. Razdeljena je na tri tradicionalne dele: severovzhodnega s prestolnico Bydgoszcz, ki se etnografsko pogosto ne šteje za kujsvskega, osrednjega s prestolnico Inowrocław ali Kruszwica, in jugovzhodnega s prestolnico Włocławek ali  Brześć Kujawski.

## Ime
Ime Kujavija se je v pisnih virih prvič pojavilo v Gnjeznenski buli (poljsko Bulla Gnieźnieńska, latinsko Ex commisso nobis) iz leta 1136, ki jo je izdal papež Inocenc II., nato pa je bilo omenjeno v številnih srednjeveških dokumentih. Omenjajo ga tudi kronike Wincentyja Kadłubeka.

## Zgodovina
Kujavija je postala del poljske države v 960. letih pod vojvodom  Mješkom I. Takrat je bila ena od najgosteje poseljenih poganskih območij države. Po razdelitvi Poljske med sinove Boleslava III. Krivoustega je Kujavija  sprva postala del Mazovske vojvodine, leta 1194 pa je bila ustanovljena neodvisna Kujavska vojvodina, ki ji je vladal vojvoda Lešek I. Beli. V letih 1202-1234 je bila Kujavija spet del Mazovije, katere vladar Konrad I. je leta 1226 na svoje posesti povabil Tevtonski viteški red. Vitezi so se utrdili na vzhodu Kujavije v deželi Dobrzyń. V drugi polovici 13. stoletja je bila Kujavska vojvodina razdeljena na dva dela s središčema v Inowroclawu oziroma Brestu Kujavskem. Kujavski vojvoda Vladislav I. Kratki je uspel leta 1306 priključiti Malopoljsko, leta 1314 pa Velikopoljsko in s tem oživiti enotno poljsko državo. Leta 1320 je bil Vladislav okronan za poljskega kralja.
Leta 1332 so večino Kujavije osvojili vitezi Tevtonskega reda, vendar so jih poljski kralji postopoma pregnali in obnovili svojo oblast nad regijo. Po delitvah Republike obeh narodov v letih 1772-1793 je Kujavija postala del Prusije. Med Napoleonskimi vojnami je bilo ozemlje del Varšavske vojvodine (1807-1815), po Dunajskem kongresu (1814-1815) pa je bil večji del Kujavije (Bydgoszcz, Inowroclaw) priključen k Prusiji in kasneje k  Nemškemu cesarstvu. Pokrajina Wloclawsk na vzhodu je bila vključena v Rusko carstvo. Od leta 1918 je Kujavia del Poljske republike.

## Glavna mesta in naselja
|     | Mesto                | Število prebivalcev (2015) | Vojvodstvo leta 1750 | Vojvodstvo leta 2016 | Mestne pravice | Komentar                                                                 |
| --- | -------------------- | -------------------------- | -------------------- | -------------------- | -------------- | ------------------------------------------------------------------------ |
| 1.  | Bydgoszcz            | 359.428                    | Inowrocław           | Kujavsko-Pomorjansko | 1346           | Bivše poljsko kraljevo mesto, del Bidgoško–Torunjskega mestnega območja. |
| 2.  | Włocławek            | 114.885                    | Brześć Kujawski      | Kujavsko-Pomorjansko | 1255           | Zgodovinka prestolnica Kujavije.                                         |
| 3.  | Inowrocław           | 75.001                     | Inowrocław           | Kujavsko-Pomorjansko | 1237/38        | Zdraviliško mesto, bivša prestolnica Inowrocławskega vojvodstva.         |
| 4.  | Solec Kujawski       | 15.642                     | Inowrocław           | Kujavsko-Pomorjansko | 1325           | Del bidgoško-torunjskega mestnega območja.                               |
| 5.  | Aleksandrów Kujawski | 12.515                     | Inowrocław           | Kujavsko-Pomorjansko | 1919           | Del bidgoško-torunjskega mestnega območja.                               |
| 6.  | Koronowo             | 11.384                     | Inowrocław           | Kujavsko-Pomorjansko | 1370           |                                                                          |
| 7.  | Ciechocinek          | 10.791                     | Inowrocław           | Kujavsko-Pomorjansko | 1916           | Zdraviliško mesto.                                                       |
| 8.  | Kruszwica            | 9.128                      | Brześć Kujawski      | Kujavsko-Pomorjansko | 1422           |                                                                          |
| 9.  | Janikowo             | 9.079                      | Inowrocław           | Kujavsko-Pomorjansko | 1962           |                                                                          |
| 10. | Barcin               | 7.752                      | Inowrocław           | Kujavsko-Pomorjansko | 1541           |                                                                          |

## Galerija
- Inowrocław: cerkev Svete device Marije iz 12. stoletja
- Stolnica v Włocławeku
- Jezero Gopło in Mišji stolp gradu v Kruszwici
- Cerkev sv. Trojice v Strzelnu
- Bydgoška stolnica in Bela kašča
- Cerkev vnebovzetja v Koronowu
- Maturantski stolpi v Ciechocineku
- Park Solanka v Inowrocławu
- Zapornica Czarna Droga na Bidgoškem kanalu
- Bidgoški Hotel Orel iz 19. stoletja